# Nāḩiyat Mirgah Sūr
Nāḩiyat Mirgah Sūr (arabiska: ناحية مرگه سور, kurdiska: Mêrge Sur, مێرگە سور, Mêrge Sûr, مێرگە سوور) är ett underdistrikt i Irak.   Det ligger i provinsen Arbil, i den norra delen av landet, 400 km norr om huvudstaden Bagdad.